# سرزة شميل (شميل)
سرزة شمیل (بالفارسية: سرزه شمیل) هي قرية تقع في إيران في قسم شمیل الريفي. يقدر عدد سكانها بـ 529 نسمة بحسب إحصاء 2016.